# Борозенківський заказник
Борозе́нківський заказник — ботанічний заказник місцевого значення в Україні. Об'єкт природно-заповідного фонду, що був оголошений рішенням Сумського Облвиконкому № 704 31.12.1980 року на землях Роменського лісгоспзагу (Роменське лісництво, квартал 33). Адміністративне розташування: Сумська область, Роменський район, на південь від села Гаї.

## Характеристика
Площа — 295 га.
Розташований у долині річки Борозенка, притоки річки Сула. Являє собою кленово-липоводубовий ліс природного походження. Трапляються види рослин, занесені до обласного червоно списку (маруна щиткова, проліска дволиста, зубниця п'ятилиста) і лікарських рослин (конвалія звичайна, первоцвіт весняний, ряст Маршалла та ін.).
Є місцем мешкання тварин, занесених до Червоної книги України (горностай, мідянка, жук-олень, подалірій, лунь польовий); занесених до Європейського Червоного списку (слимак виноградний, сліпак звичайний, деркач).

## Галерея

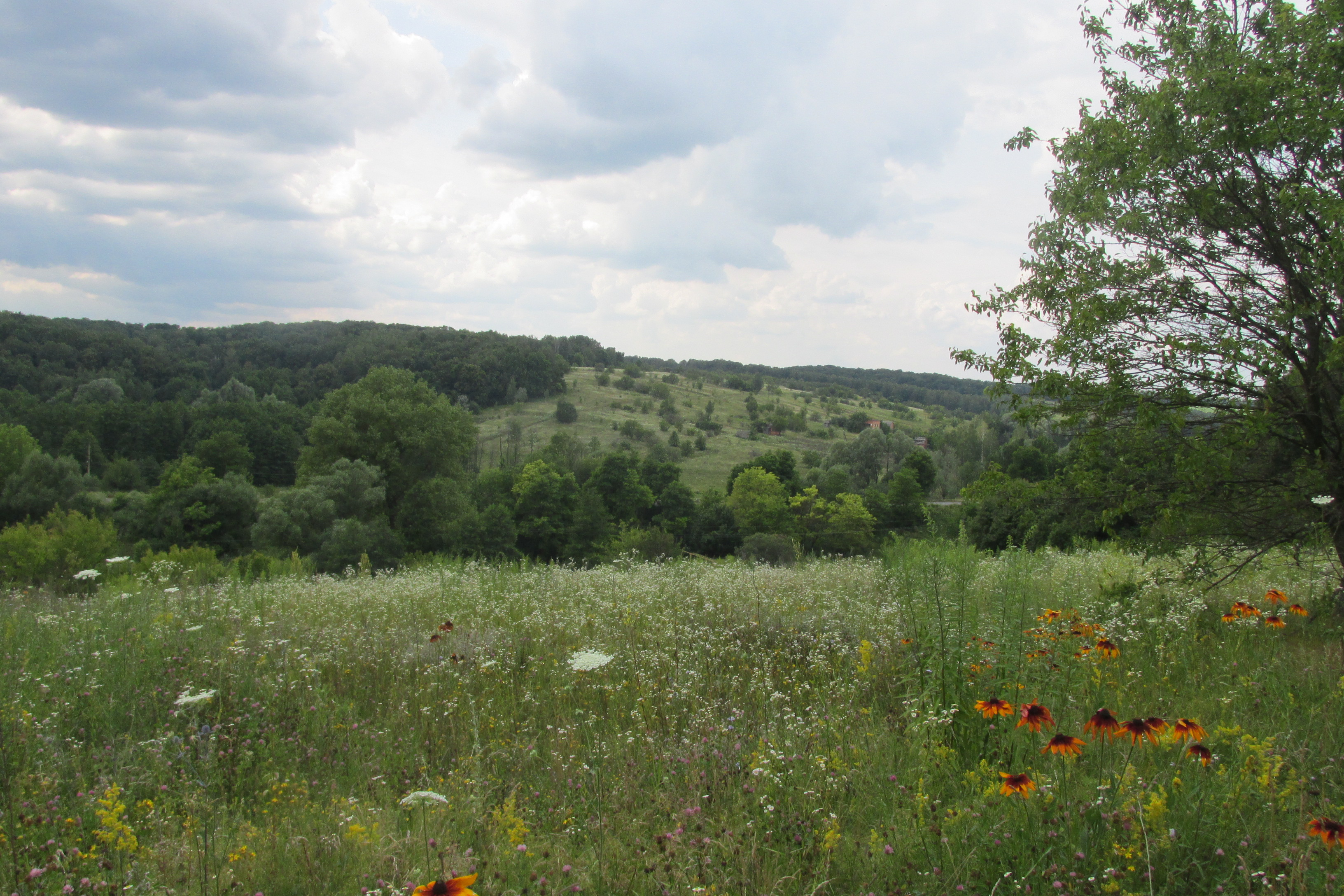
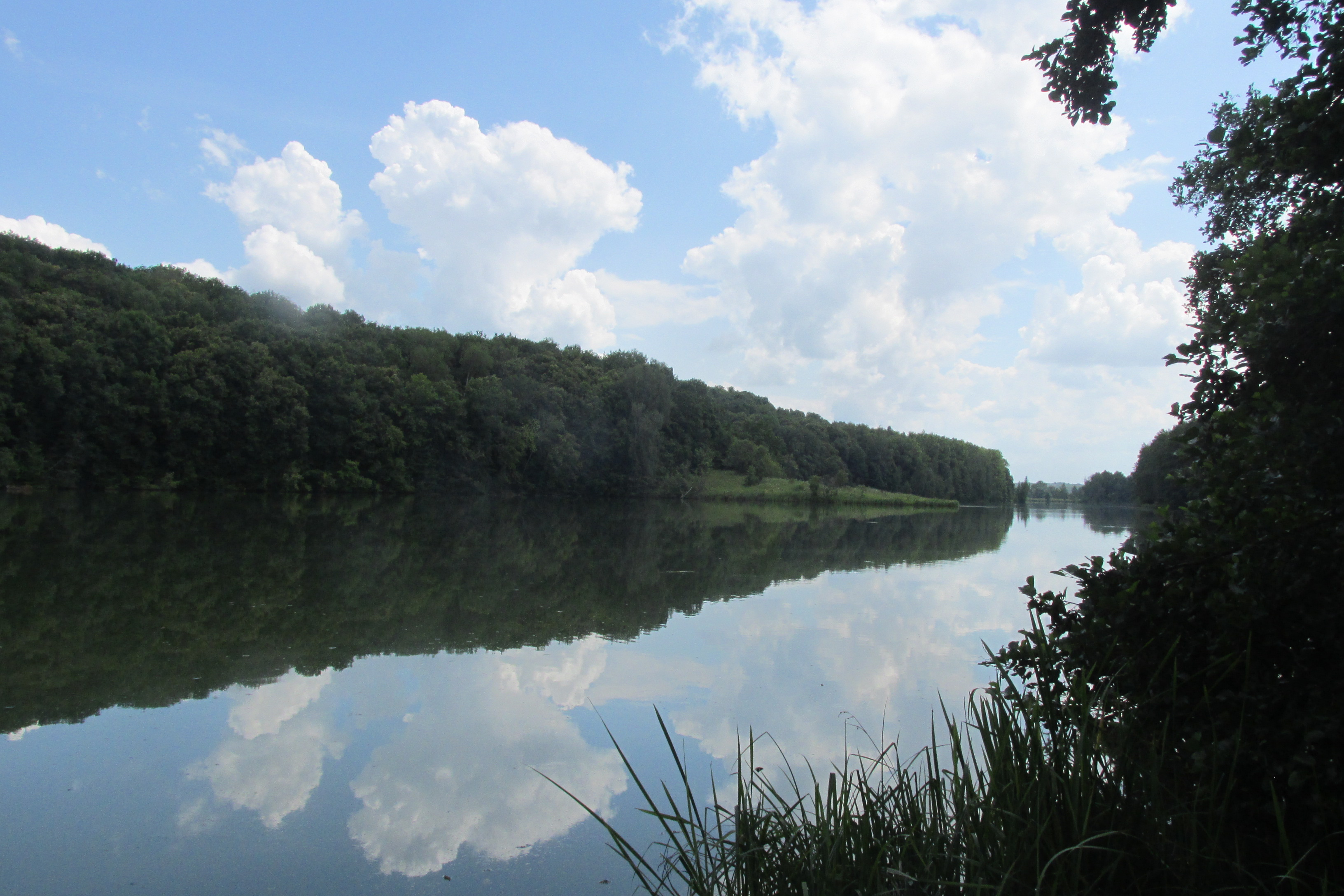
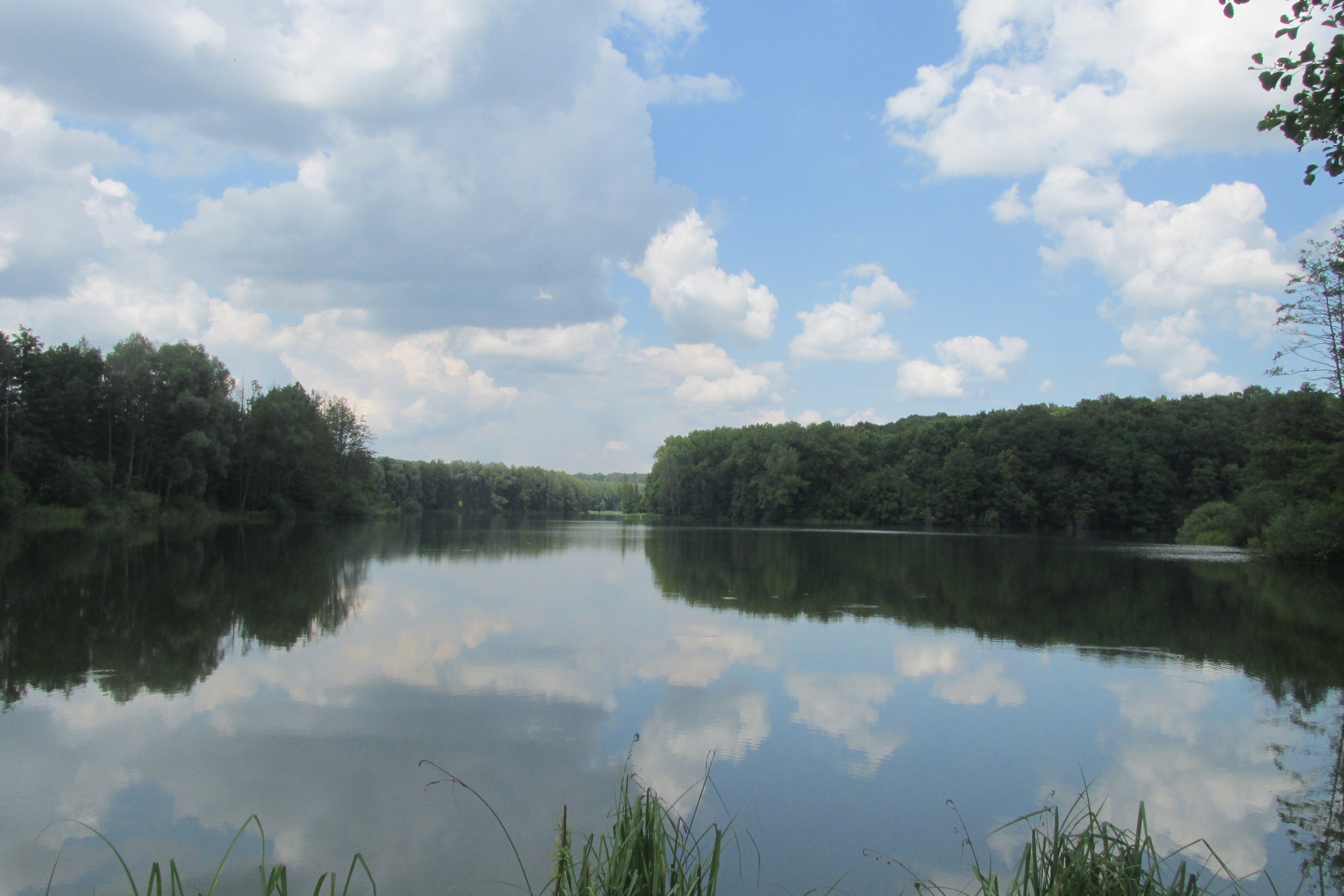
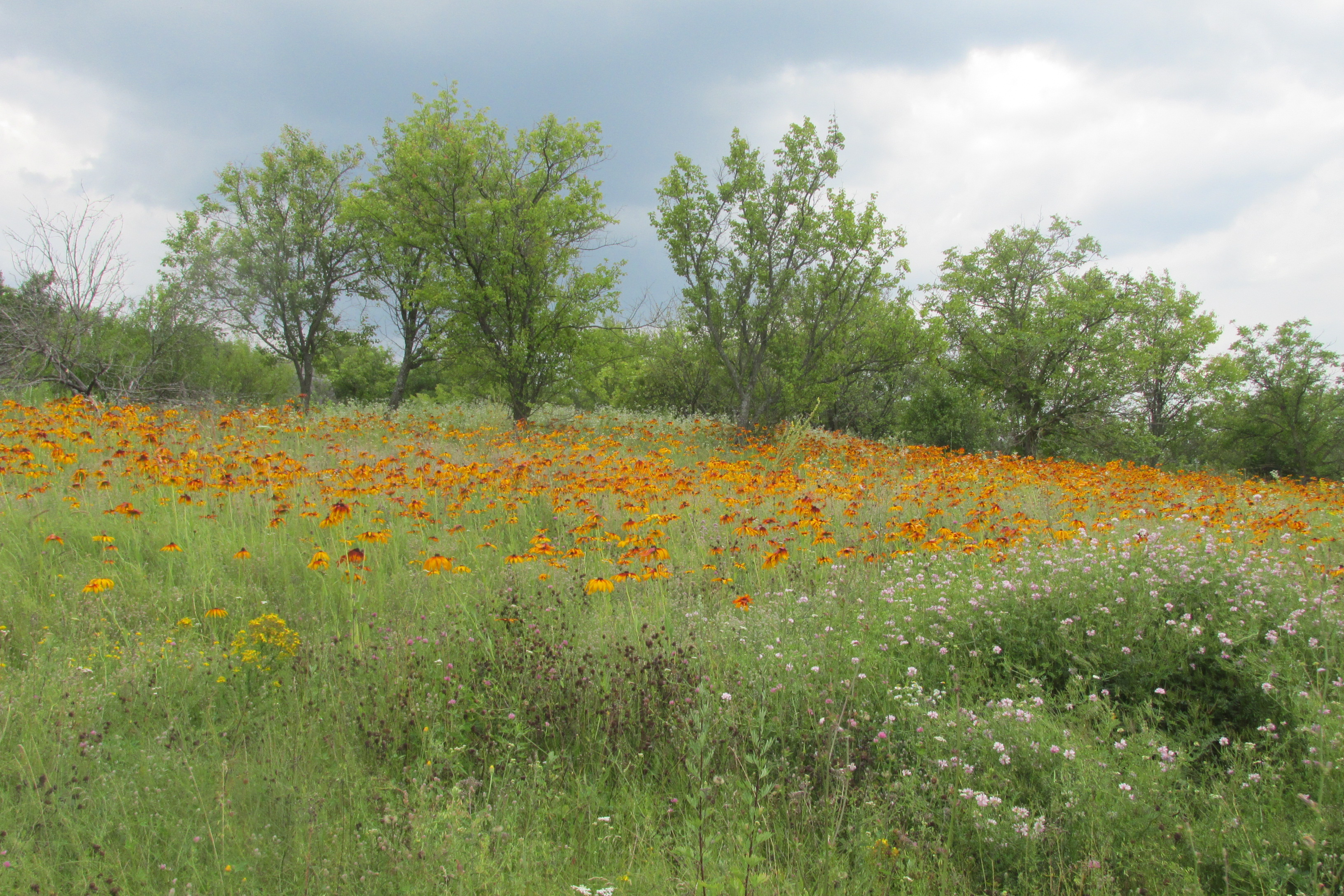
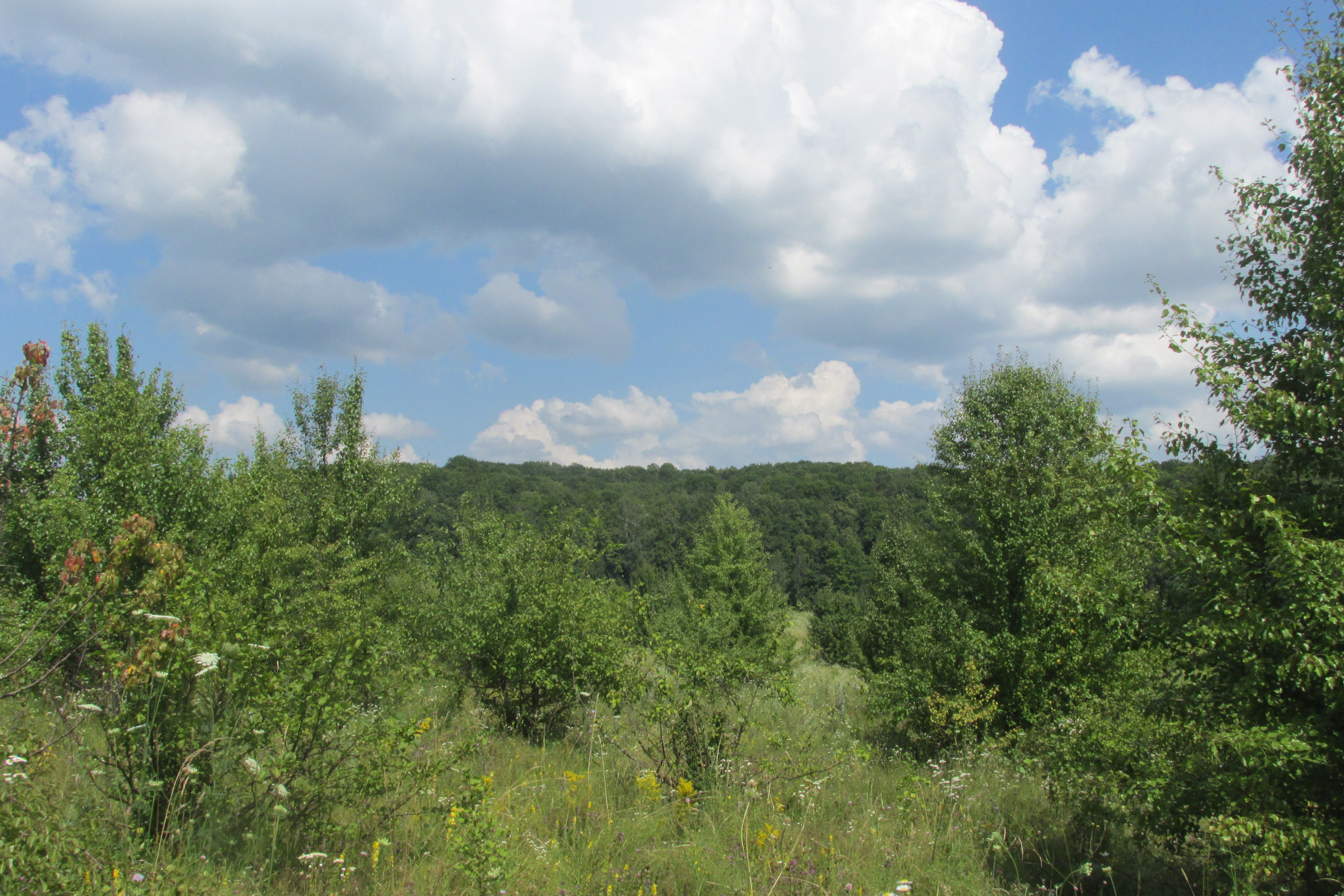
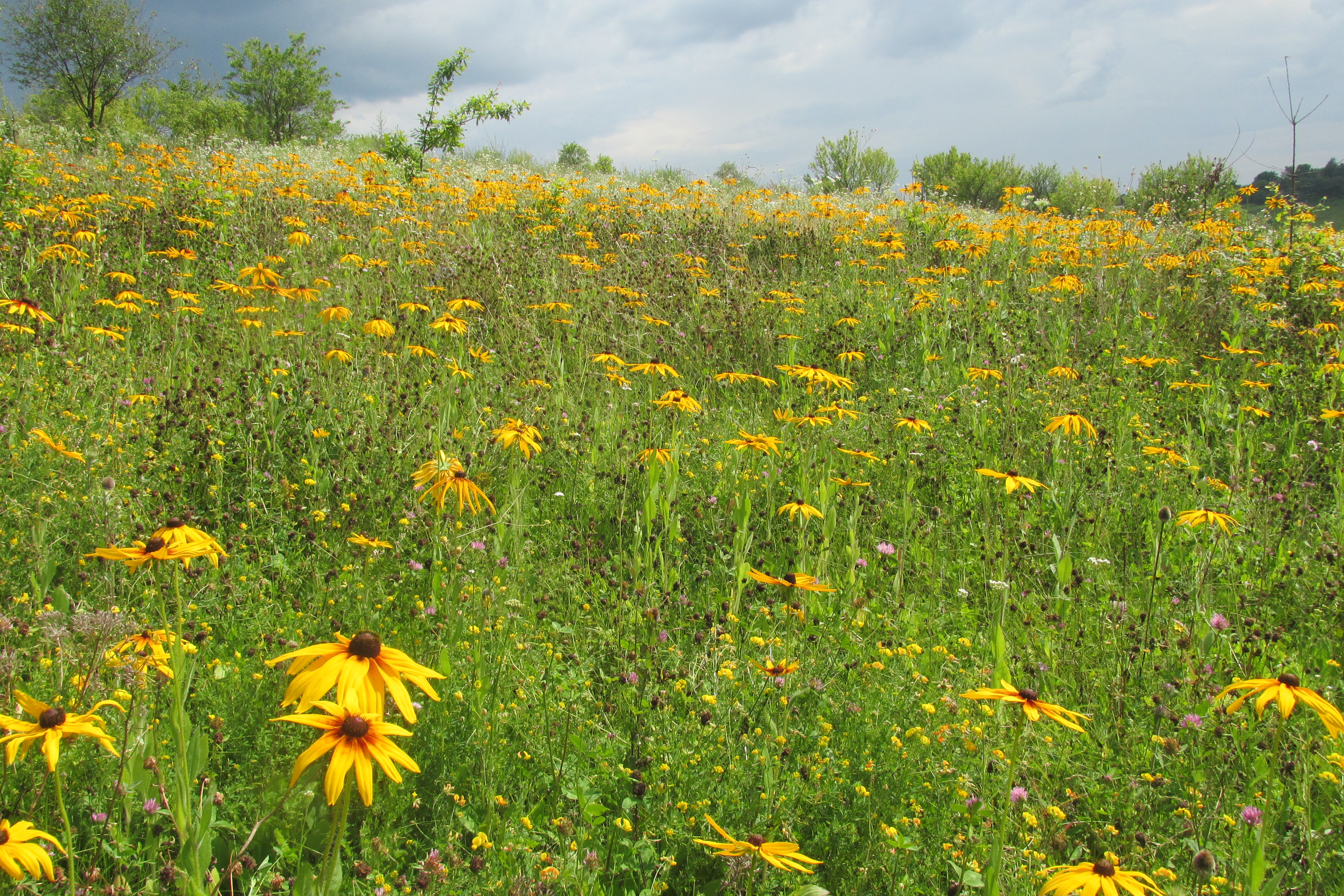